# Campionato italiano di calcio da tavolo 1997
Il ventitreesimo campionato italiano di calcio da tavolo venne organizzato dalla F.I.S.C.T. a Faenza nel 1997. Per la prima volta si disputò anche la competizione riservata alla categoria "veterans", in quel periodo "over36".
Sono stati assegnati 5 titoli:
- Open
- Veterans (Over36)
- Under19
- Under15
- Femminile

## Medagliere
| Pos. | Regione               |   |   |   | Totale |
| ---- | --------------------- | - | - | - | ------ |
| 1    | Lombardia             | 3 | 2 | 3 | 8      |
| 2    | Emilia-Romagna        | 1 | 1 | 0 | 2      |
| 3    | Umbria                | 1 | 0 | 1 | 2      |
| 4    | Lazio                 | 0 | 1 | 1 | 2      |
| 5    | Toscana               | 0 | 1 | 1 | 2      |
| 6    | Friuli-Venezia Giulia | 0 | 0 | 2 | 2      |
| 7    | Veneto                | 0 | 0 | 1 | 1      |

## Risultati

### Categoria Open

#### Girone A
- Simone Bertelli - Massimiliano Pelle 4-0
- Paolo Cuccu - Diego Tura 4-0
- Paolo Cuccu - Massimiliano Pelle 1-0
- Simone Bertelli - Diego Tura 6-0
- Diego Tura - Massimiliano Pelle 0-3
- Paolo Cuccu - Simone Bertelli 1-3

#### Girone B
- Roberto Rocchi - Davide Marini 2-1
- Fabrizio Sonnino - Daniele Cicognani 4-0
- Fabrizio Sonnino - Davide Marini 1-1
- Roberto Rocchi - Daniele Cicognani 1-1
- Davide Marini - Daniele Cicognani 2-1
- Fabrizio Sonnino - Roberto Rocchi 1-4

#### Girone C
- Roberto Iacovich - Simone Di Pierro 2-0
- Yari Intra - Flavio Oddone 5-0
- Roberto Iacovich - Flavio Oddone 4-0
- Yari Intra - Simone Di Pierro 4-1
- Roberto Iacovich - Yari Intra 5-1
- Simone Di Pierro - Flavio Oddone 2-1

#### Girone D
- Stefano Scagni - Daniele Gamba 4-0
- Vittorio Nicchi - Scaglia 4-2
- Stefano Scagni - Scaglia	3-0
- Vittorio Nicchi - Daniele Gamba 4-1
- Stefano Scagni - Vittorio Nicchi 2-2
- Scaglia - Daniele Gamba 2-3

#### Girone E
- Lorenzo Pinto - Stefano De Francesco 2-4
- Marzio Sari - Francesco Catenacci 2-1
- Lorenzo Pinto - Francesco Catenacci 4-0
- Marzio Sari - Stefano De Francesco 1-5
- Stefano De Francesco - Francesco Catenacci 10-0
- Marzio Sari - Lorenzo Pinto 0-5

#### Girone F
- Eric Benvenuto - Morgan Croce 1-0
- Rodolfo Casentini - Francesco Mattiangeli 0-2
- Eric Benvenuto - Francesco Mattiangeli 2-0
- Rodolfo Casentini - Morgan Croce 2-4
- Eric Benvenuto - Rodolfo Casentini 3-4
- Morgan Croce - Francesco Mattiangeli 3-2

#### Girone G
- Giancarlo Giulianini - Vittorio Cianchella 3-1
- Brian Benvenuto - Stefano Capossela 2-0
- Giancarlo Giulianini - Stefano Capossela 3-0
- Brian Benvenuto - Vittorio Cianchella 4-0
- Stefano Capossela - Vittorio Cianchella 2-5
- Giancarlo Giulianini - Brian Benvenuto 4-1

#### Girone H
- Alessandro Mastropasqua - Federico Mattiangeli 2-1
- Alessandro Mastropasqua - Luca Trabanelli 2-1
- Luca Trabanelli - Federico Mattiangeli 3-2

#### Ottavi di finale
- Simone Bertelli - Brian Benvenuto 4-0
- Alessandro Mastropasqua - Fabrizio Sonnino 4-0
- Stefano De Francesco - Yari Intra 2-1
- Morgan Croce - Stefano Scagni 3-4 d.c.p.
- Roberto Iacovich - Lorenzo Pinto 2-1
- Eric Benvenuto - Vittorio Nicchi 1-2
- Giancarlo Giulianini - Paolo Cuccu 4-0
- Roberto Rocchi - Luca Trabanelli 3-1

#### Quarti di finale
- Simone Bertelli - Alessandro Mastropasqua 3-2
- Stefano De Francesco - Stefano Scagni 2-1 d.t.s.
- Roberto Iacovich - Vittorio Nicchi 4-1
- Roberto Rocchi - Giancarlo Giulianini 1-3

#### Semifinali
- Simone Bertelli - Stefano De Francesco 2-0
- Roberto Iacovich - Giancarlo Giulianini 0-1

#### Finale
- Giancarlo Giulianini - Simone Bertelli 2-0

### Categoria Under20

#### Girone A
- Matteo Suffritti - Francesco Bombacigno 4-1
- Simone Soldera - Francesco Bombacigno 0-4
- Matteo Suffritti - Simone Soldera 5-0

#### Girone B
- Simone Righetto - Pasquale Milano 2-3
- Pasquale Milano - Joseph Calò 3-1
- Simone Righetto - Joseph Calò 6-1

#### Girone C
- Efrem Intra - Marco Brunelli 2-0
- Marco Brunelli - Andrea Contini 5-0
- Efrem Intra - Andrea Contini 8-0

#### Girone D
- Stefano Fontana - Fabio Mastroianni 4-1
- Fabio Mastroianni - Volpe 4-0
- Stefano Fontana - Volpe 6-0

#### Quarti di finale
- Efrem Intra - Francesco Bombacigno 4-0
- Pasquale Milano - Fabio Mastroianni 2-3
- Marco Brunelli - Matteo Suffritti 1-3
- Stefano Fontana - Simone Righetto 4-0

#### Semifinali
- Efrem Intra - Fabio Mastroianni 5-0
- Matteo Suffritti - Stefano Fontana 2-0

#### Finale
- Efrem Intra - Matteo Suffritti 4-0

### Categoria Under16

#### Girone A
- Filippo Vitali A. Testa 7-1
- Riccardo Cammarota - A. Testa 4-0
- Riccardo Cammarota - Filippo Vitali 7-4

#### Girone B
- Alex Orlando - D. Chiapolino 1-1
- Bruno Mazzeo - D. Chiapolino	5-1
- Alex Orlando - Bruno Mazzeo 1-1

#### Girone C
- Daniele Della Monaca - Chino 3-1
- Daniele Bertelli - F. Chiapolino 3-0
- Daniele Della Monaca - Daniele Bertelli 0-0
- Chino - F. Chiapolino 2-1
- Daniele Bertelli - Chino 5-0
- Daniele Della Monaca - F. Chiapolino 5-0

#### Barrages
- Filippo Vitali - Daniele Della Monaca 5-4
- Bruno Mazzeo - Alex Orlando 1-0

#### Semifinali
- Riccardo Cammarota - Filippo Vitali 4-6
- Bruno Mazzeo - Daniele Bertelli 3-1

#### Finale
- Filippo Vitali - Bruno Mazzeo 4-2

### Categoria Veterans

#### Girone A
- Rodolfo Casentini - Luca Bisio 3-0
- Franco Intra - Rodolfo Casentini 0-11
- Franco Intra - Luca Bisio 0-4

#### Girone B
- Stefano De Francesco - Flavio Oddone 11-0
- Luca Trabanelli - Flavio Oddone 2-1
- Stefano De Francesco - Luca Trabanelli 6-1

#### Semifinali
- Rodolfo Casentini - Luca Trabanelli 3-2
- Stefano De Francesco - Luca Bisio 5-0

#### Finale
- Stefano De Francesco - Rodolfo Casentini 4-2

### Categoria Femminile

#### Finale
- Paola Bonalumi - Michela Callegati 2-0 d.c.p.